# 210345 Barbon
210345 Barbon è un asteroide della fascia principale. Scoperto nel 2007, presenta un'orbita caratterizzata da un semiasse maggiore pari a 3,0827187 au e da un'eccentricità di 0,1424722, inclinata di 10,10999° rispetto all'eclittica.